# A Crítica
A Crítica é um jornal brasileiro editado na cidade de Manaus, capital do estado do Amazonas, sendo o segundo mais antigo em atividade no estado e o de maior circulação.
Pertence à Rede Calderaro de Comunicação e é o único meio de comunicação amazonense a constar entre os 100 mais premiados do Brasil, de acordo com a lista compilada pelo Jornalistas & Cia.

## História

### Fundação
Em 1949, Manaus vivia como todos os lugares do mundo os reflexos da Segunda Guerra Mundial. E com o declínio de vez da economia extrativista da borracha, as empresas batiam em retirada da cidade. O cenário era desanimador para qualquer atividade. Na década de 40, circulavam vários jornais, matutinos e vespertinos, dentre eles os Jornal do Commercio, O Jornal, o Diário da Tarde, o e A Tarde, que não deixavam espaço para mais ninguém nos respectivos turnos.
Na contramão da crise, em 19 de abril de 1949, é fundado o Jornal A Crítica pelo jornalista Umberto Calderaro Filho e sua cônjuge Ritta de Araújo Calderaro. Funcionou inicialmente em um prelo da Arquidiocese de Manaus, e, poucas décadas depois, na antiga sede na rua Lobo D’Almada, já era ponto de encontro de autoridades como a senadora Eunice Michilles. Tornou-se o principal produto da Rede Calderaro de Comunicação (RCC), composta por emissoras de televisão, rádio, sites e outras empresas.

### Primeiros anos
Antes de se tornar o jornal de maior circulação do Amazonas, o jornal A Crítica chegava ao leitor às 11 horas, diferentemente  dos tempos atuais. A estratégia foi criada pelo seu fundador, o jornalista Umberto Calderaro Filho (1927–1995) para enfrentar os grandes jornais da época, sair primeiro que os concorrentes da tarde e depois que os da manhã e, assim, consolidar-se como um meio-termo e conquistar um nicho de leitores.
Um relógio, marcando 11 horas, vinha estampado na capa do jornal, próximo à logomarca criada por Ritta Calderaro, esposa e companheira de Umberto. Por circular a essa hora alternativa, o jornal ganhou um apelido à época, “onzeorino”, que foi ficando no passado quando o A Crítica mudou para ser matutino.

### Atentado
Em 20 de janeiro de 1959, a redação do jornal A Crítica foi vítima de um atentado a bomba. O artefato explodiu sobre a mesa de trabalho do jornalista e fundador Umberto Calderaro Filho. Após o atentado, a família Calderaro teve de sair às pressas da cidade em um avião que a transportou para Belém, não sem antes ter de passar pela ameaça de ser fuzilada no aeroporto de Ponta Pelada, onde havia guardas armados com metralhadoras prontos para disparar.
A salvos em Belém, a família recebeu  o apoio da imprensa local, de São Paulo, do Rio de Janeiro e de outras unidades da Federação. O então presidente da República, Juscelino Kubitschek, chegou a fazer um convite a Umberto Calderaro para que ele dirigisse um jornal na futura capital do país, Brasília, no que o jornalista agradeceu, respondendo que o seu lugar era no Amazonas. Umberto Calderaro retornou à Manaus com sua equipe, mesmo recebendo todo o tipo de ameaças.

## Estrutura

Logomarca da Rede Calderaro de Comunicação.

Líder em circulação no estado do Amazonas, leva as principais notícias sobre o Brasil e do mundo para mais de 40 municípios do estado. Sua periodicidade é diária, com cerca de 35 mil exemplares nos dias úteis e 55 mil aos domingos.

### Versão eletrônica
Desde a década de 2000 conta com uma versão eletrônica, o Portal A Crítica. Também possui escritórios nas cidades de Belém, Brasília e São Paulo.

## Prêmios
Prêmio ExxonMobil de Jornalismo (Esso)
Esso Regional Norte
- 1999, concedido a Orlando Farias e Síglia Regina, pela obra "VIOLÊNCIA ENTRE GALERAS FAZ LEGIÃO DE MUTILADOS"[8]
- 2001, concedido a Rodrigo Araújo e Orlando Farias, pela reportagem "Medo - Soldados Temem A Guerra na Fronteira"[9]
- 2004, concedido a Gerson Severo Dantas, pela reportagem "Violência E Destruição em Terras Amazonenses"[10]

Esso de Fotografia
- 2008, concedido a Clóvis Miranda, pela obra "Martírio no Presídio"[11]

Outros
- 2013: ganhou o Prêmio Imprensa Embratel Região Norte, pela série de reportagens sobre a cheia na Amazônia[12]